# Ferde hajítás

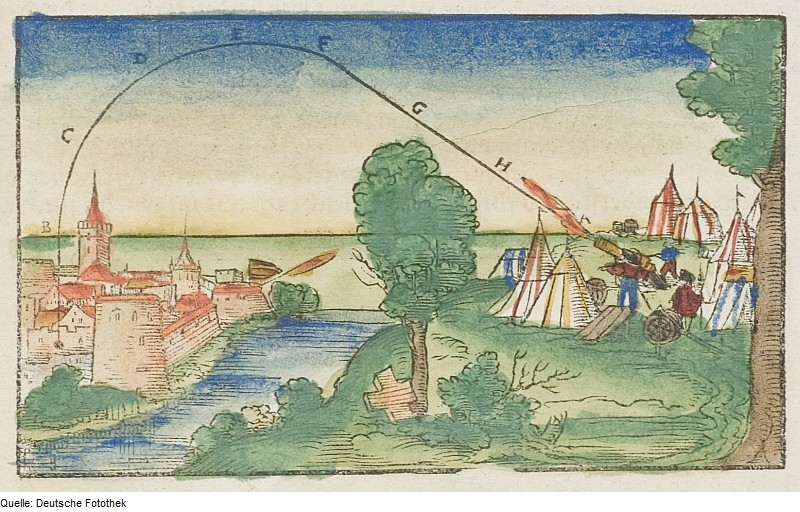
A ferde hajítás ábrázolása 1547-ből

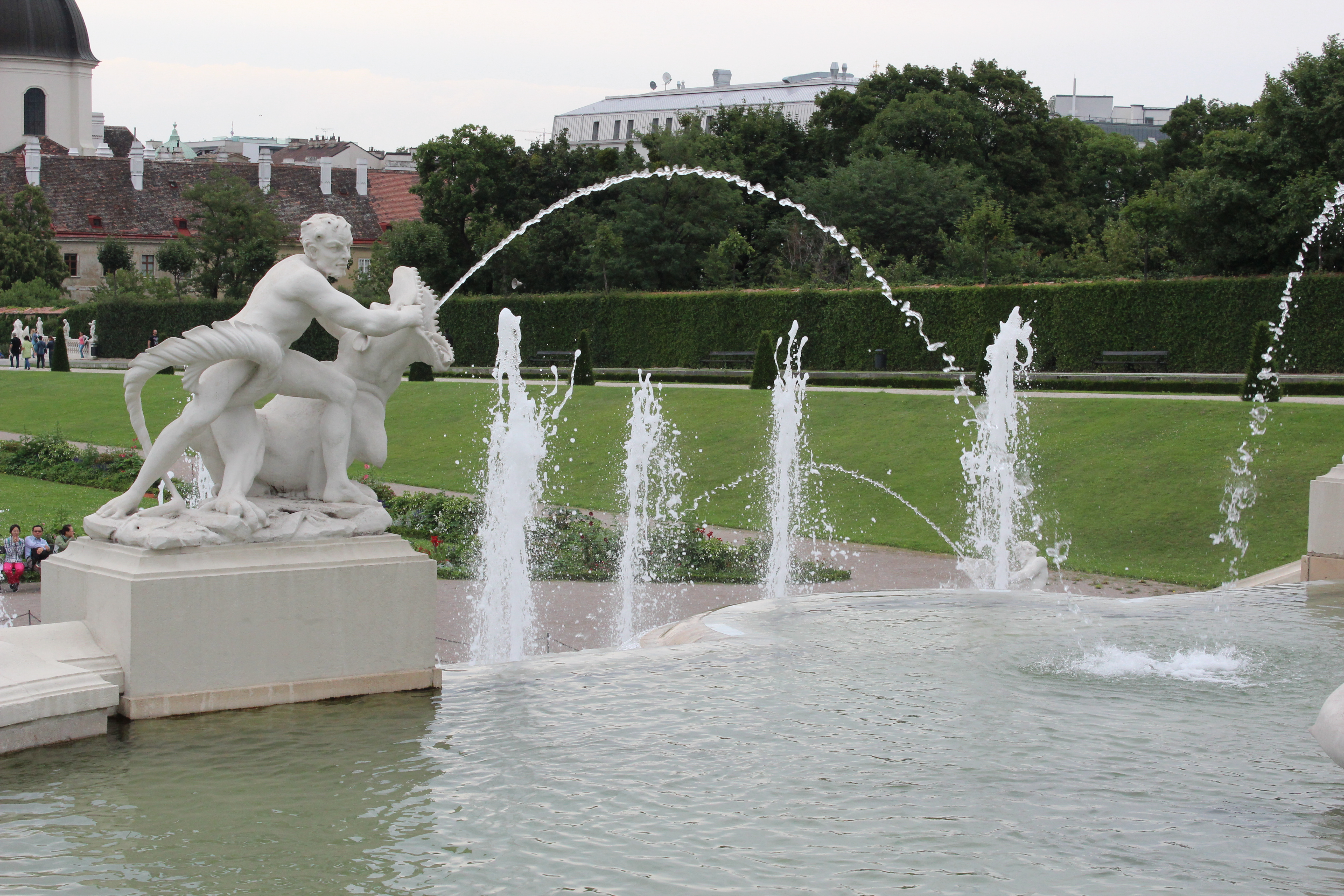
Egyes szökőkutaknál a vízcseppek mozgása ferde hajítás

Hajításnak nevezzük az olyan mozgást, amelynél a Föld (vagy valamely más égitest) felszínének közelében leeső pontszerű testnek van kezdősebessége.
Ferde hajítás akkor jön létre, ha a test kezdősebességének iránya nem vízszintes és nem is függőleges. A ferde hajítás két mozgás összegének tekinthető: a test vízszintesen egyenes vonalú egyenletes mozgást végez, a mozgás függőleges összetevője pedig egyenes vonalú egyenletesen változó mozgás.

## A ferde hajítás kinematikai jellemzői

A ferde hajítás kezdősebessége

A kezdősebesség összetevői

A mozgás leírásához vegyünk fel egy koordináta-rendszert úgy, hogy az origó a test kiindulási (t = 0-hoz tartozó) helyzeténél legyen, az Y tengely függőlegesen felfelé mutasson, az XY sík pedig tartalmazza a v0 kezdősebességet! A mozgás kezdősebessége és a g földi nehézségi gyorsulás is az XY síkban helyezkedik el, így a test végig ebben a síkban mozog, azaz a Z koordináta folyamatosan nulla marad. (Emiatt a Z koordinátával a továbbiakban nem foglalkozunk.) A kezdősebességnek az X tengellyel bezárt szögét a továbbiakban α jelöli.

### Gyorsulás
Mivel a test vízszintesen nem gyorsul, a g nehézségi gyorsulás pedig függőlegesen lefelé mutat, ezért a gyorsulás X, illetve Y koordinátája:
{\displaystyle a_{x}=0}
{\displaystyle a_{y}=-g}

### Sebesség
A kezdősebesség felbontható egy vízszintes és egy függőleges összetevőre (v0x és v0y). A test vízszintesen állandó
v0x = v0 · cos α
sebességgel mozog. Függőlegesen g gyorsulással olyan egyenes vonalú egyenletesen változó mozgást végez, melynek kezdősebessége
v0y = v0 · sin α.
Ezeket felhasználva a sebesség X, illetve Y koordinátája:
{\displaystyle v_{x}=v_{0}\cdot \cos \alpha \qquad \qquad \qquad \qquad \qquad \ \ \,\,(1)}
{\displaystyle v_{y}=v_{0}\cdot \sin \alpha -g\cdot t\qquad \qquad \qquad \qquad \ (2)}
A két összetevőből a Pitagorasz-tétel alapján meghatározható a test sebességének nagysága:
{\displaystyle v={\sqrt {v_{x}^{2}+v_{y}^{2}\ }}}

### Elmozdulás

Az elmozdulás és összetevői

Az egyenes vonalú egyenletes mozgásra, illetve az egyenes vonalú egyenletesen változó mozgásra vonatkozó összefüggésekből meghatározható az elmozdulás X, illetve Y koordinátája:
{\displaystyle x=v_{0}\cdot t\cdot \cos \alpha \qquad \qquad \qquad \qquad \qquad \ (3)}
{\displaystyle y=v_{0}\cdot t\cdot \sin \alpha -{g \over 2}\cdot {t^{2}}\qquad \qquad \qquad \quad (4)}
A Pitagorasz-tétel alapján a két összetevőből meghatározható a test elmozdulásának nagysága:
{\displaystyle \Delta r={\sqrt {x^{2}+y^{2}\ }}}

## A mozgás pályája ferde hajításnál

A pálya és az elmozdulás ferde hajításnál, ha a test az indulási szint alatt van (y < 0)

A pálya alakjának meghatározásához a (3) egyenletből fejezzük ki a t időt, és helyettesítsük a (4) egyenletbe! Ebből a pálya egyenlete:
{\displaystyle y=x\cdot {\mbox{tg}}\,\alpha -{g \over {2\cdot {v_{0}^{2}\cdot \cos ^{2}\alpha }}}\cdot x^{2}\qquad \quad \ \;(5)}
A kapott összefüggés szerint az y az x másodfokú függvénye, ezért a ferde hajítás pályája egy olyan parabola, amelynek szimmetriatengelye függőleges.

## Ferde hajítás felfelé
Ha 0° < α < 90°, akkor a test először emelkedik, majd a maximális magasság elérése után mindaddig süllyed, amíg el nem éri a talajt (vagy bele nem ütközik valamibe). Ha a talaj nem vízszintes, akkor előfordulhat, hogy a test a kiindulási szint alá kerül, azaz az Y koordinátája negatívvá válik.

A ferde hajítás távolsága

Ha a test a vízszintes talajról indul, akkor a hajítás távolsága az a d távolság, amelyet a test vízszintesen megtesz addig, amíg újra visszaér a kiindulási szintre (y = 0). Ha az ehhez szükséges időtartamot th jelöli, akkor a (4) alapján:
{\displaystyle 0=v_{0}\cdot t_{\mathrm {h} }\cdot \sin \alpha -{g \over 2}\cdot {t_{\mathrm {h} }^{2}}}
Ebből a hajítás időtartama:
{\displaystyle t_{\mathrm {h} }={2\cdot v_{0}\cdot \sin \alpha  \over g}}
Ezt a (3) egyenletbe helyettesítve, továbbá egy trigonometrikus azonosságot felhasználva igazolható, hogy a hajítás távolsága:
{\displaystyle d={v_{0}^{2}\cdot \sin(2\cdot \alpha ) \over g}}
Adott v0 és g esetén a hajítás távolsága az α szögtől függ. A távolság akkor lesz a legnagyobb, ha a képletben a szinuszfüggvény a maximális értéket (=1) veszi fel. Ez akkor következik be, ha az α szög 45°. Adott kezdősebesség és nehézségi gyorsulás mellett tehát a hajítás távolsága 45°-os kezdősebességnél a legnagyobb.

A ferde hajítás magassága

A hajítás magassága a kiindulási szint és a pálya tetőpontja közti h szintkülönbség. A test emelkedése addig tart, amíg a sebesség függőleges összetevője 0 nem lesz. Ha az emelkedés időtartamát te jelöli, akkor a (2) alapján:
{\displaystyle 0=v_{0}\cdot \sin \alpha -g\cdot t_{\mathrm {e} }}
Ebből az emelkedés időtartama:
{\displaystyle t_{\mathrm {e} }={v_{0}\cdot \sin \alpha  \over g}}
Ezt az (4) egyenletbe helyettesítve a hajítás magassága:
{\displaystyle h={v_{0}^{2}\cdot \sin ^{2}\alpha  \over {2\cdot g}}}

## Ferde hajítás lefelé

A ferde hajítás távolsága lefelé történő hajításnál

Ha -90° < α < 0°, akkor a test mindaddig süllyed, amíg el nem éri a talajt (vagy bele nem ütközik valamibe). Emiatt a test folyamatosan a kiindulási szint alatt halad, azaz az Y koordinátája negatív.
Ha a test a vízszintes talaj feletti pontból indul, akkor a hajítás távolsága az a d távolság, amelyet a test vízszintesen megtesz a talajra érkezésig. Ha az indulási hely h magasságban van a talaj felett, akkor a talajra érkezéskor y = –h, így az (5) alapján:
{\displaystyle -h=d\cdot {\mbox{tg}}\,\alpha -{g \over {2\cdot {v_{0}^{2}\cdot \cos ^{2}\alpha }}}\cdot d^{2}}
Ennek a másodfokú egyenletnek egyetlen pozitív megoldása  van:
{\displaystyle d={\frac {v_{0}\cdot \cos \alpha }{g}}\cdot \left(v_{0}\cdot \sin \alpha +{\sqrt {(v_{0}\cdot \sin \alpha )^{2}+2\cdot g\cdot h}}\right)}
Megjegyzés: Az előző gondolatmenetben az α szögre semmiféle feltétel sem szerepel, ezért a hajítás d távolságára kapott fenti összefüggés a felfelé történő ferde hajításra, sőt a vízszintes hajításra is érvényes.

## A közegellenállás és egyéb tényezők szerepe

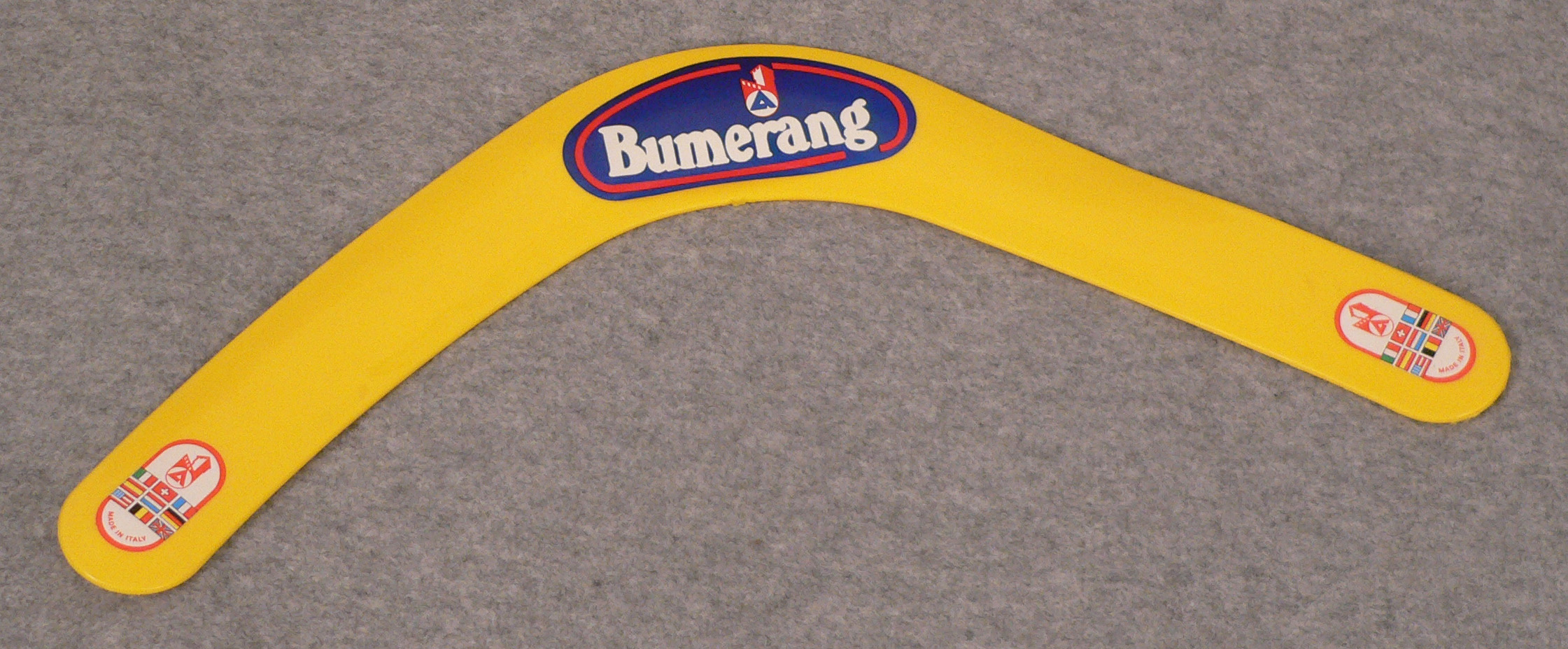
Bumeráng: elhajítva nem parabolapályán halad.

A Tvashtar vulkán kitörése az Io felszínén. A törmelék mozgása ferde hajítás, de a nehézségi gyorsulás a földi értéknél kisebb, és a felszín görbülete sem hanyagolható el.

Mivel a gyakorlatban az elhajított (kilőtt) test nem pontszerű, így további tényezők is befolyásolják a mozgást. Ezek közül a legjelentősebb a közegellenállás (légellenállás). A közegellenállási erő nagysága függ a test sebességre merőleges keresztmetszetének területétől, a test sebességének nagyságától, a közeg sűrűségétől és a test alakjától is.
A nyugvó levegő a mozgás során folyamatosan fékezi a testet, ezért annak sebessége mindig kisebb, mint az (1) és (2) alapján számított értékek. Ennek következtében az elmozdulás is eltér a (3) és (4) alapján számított értéktől, emiatt a mozgás pályája nem parabola, hanem ballisztikus görbe. Ez az (5) képlet által meghatározott pálya alatt halad, és a sebesség vízszintes összetevőjének folyamatos csökkenése miatt a leszálló ága meredekebb, mint a felszálló ág.
A szél hatása ugyancsak közegellenállásnak tekinthető, amely a széliránytól függően fékezheti, gyorsíthatja vagy oldalra is eltérítheti a testet.
A test alakja a közegellenállás miatt befolyásolja az elhajított test mozgását. Például a bumerángnál és a frizbinél, de a lövedékek röppályájának kiszámítása során is figyelembe kell venni a lövedék alakját. A síugrás közben a sportoló a testtartásának (és így saját alakjának) megváltoztatásával szintén jelentősen módosíthatja a pályát és ezzel a „hajítás” távolságát.
A forgó testek gázokban vagy folyadékban történő mozgását a Magnus-effektus is befolyásolja. Ha például egy labdát úgy rúgnak, dobnak vagy ütnek el, hogy a labda forog, akkor az így „megcsavart” labda pályája többnyire nem síkmozgás, és jelentősen eltérhet az (5) egyenlet által meghatározott parabolapályától. Ugyancsak erre vezethető vissza, hogy a huzagolt csövű lőfegyverekből kilőtt lövedékek forgó mozgásuk miatt oldalirányba eltérnek („oldalgás”). Mindezt a pontos célzáskor-irányzáskor figyelembe kell venni.
Nagy magasságokba történő hajításkor számolni kell azzal is, hogy a nehézségi gyorsulás a Föld középpontjától távolodva egyre kisebb lesz. Mindez befolyásolja a test mozgását, illetve a pálya alakját is. Nagy távolságra történő hajításkor számolni kell a Föld görbületével is.
Más égitesteken a nehézségi gyorsulás többnyire eltér a Földön mért értéktől, így ott az elhajított testek a földitől eltérő pályán mozognak. Például a meteorbecsapódások vagy vulkánkitörések következtében kidobott törmelék magasabbra és messzebbre repülhet egy olyan égitesten, ahol a nehézségi gyorsulás a földi értéknél kisebb. (A meteorbecsapódásból származó törmelék így például a Marsról akár a Földre is eljuthat.)